# Eldena bei Greifswald
Eldena bei Greifswald este o arie protejată (arie de protecție specială avifaunistică — SPA) din Germania întinsă pe o suprafață de 415 ha, integral pe uscat.

## Localizare
Centrul sitului Eldena bei Greifswald este situat la coordonatele 54°04′20″N 13°27′38″E / 54.0722°N 13.4606°E.

## Înființare
Situl Eldena bei Greifswald a fost declarat arie de protecție specială avifaunistică în aprilie 2008 pentru a proteja 7 specii de animale.

## Biodiversitate
Situată în ecoregiunea continentală, aria protejată nu include niciun habitat protejat.
La baza desemnării sitului se află mai multe specii protejate de  păsări (7): ciocănitoarea de stejar (Dendrocopos medius), ciocănitoare neagră (Dryocopus martius), muscar (Ficedula parva), Grus grus grus, gaia roșie (Milvus milvus), muscar sur (Muscicapa striata), codroșul de pădure (Phoenicurus phoenicurus).